# Jigda Khatun
Jigda Khatun (gruzijski ჯიგდა-ხათუნი; "gospa Jigda") bila je kraljica Gruzije kao prva žena kralja Davida VII. Ulua.
Budući da se ne zna kad je i gdje rođena – pa ni tko su joj bili roditelji – o njoj postoji nekoliko teorija. 
Moguće je da je ona bila kći rumskog sultana te tako princeza Turaka Seldžuka – njezin bi otac mogao biti Ghiyath al-Din Kaykhusraw II.
Druga je mogućnost da je ona bila Mongolka.
Jigda je krštena te je uzela ime Tamara.
Ona Davidu nije rodila djece – možda je bila neplodna – pa je on uzeo još jednu ženu za suprugu (bigamija), i ta mu je žena, imenom Altun, rodila sina Đuru i kćer Tamaru; Đuru je Jigda posvojila.
Jigda je umrla 1252.; nakon njezine je smrti David oženio ženu zvanu Gonc'a.